# Green Lantern
Green Lantern (v překladu znamená „zelená lucerna“) je fiktivní postava komiksových příběhů vydávaných nakladatelstvím DC Comics. Původní Green Lantern (Alan Scott) byl vytvořen tvůrčím duem, které tvořili Bill Finger a Martin Nodell. Poprvé se objevil v červenci 1940 v All-American Comics #16. Postava je inspirována bájným Aladinem a jeho kouzelnou lampou.
Každý Green Lantern nosí prsten síly, který mu umožňuje ovládat veškeré fyzikální síly světa. Původní prsten byl vytvořen magií, ale prsteny následujících Green Lanternů technologicky vytvořili Guardians of the Universe. Tyto prsteny byly vytvořeny individuálně pro každého adepta, z jejich nositelů se poté stali členové bezpečnostní stráže známé jako Green Lantern Corps. Mimo Alana Scotta byli Green Lanterny střežícími Zemi: Hal Jordan, John Stewart, Guy Gardner, Kyle Rayner, Simon Baz a Jessica Cruz.

## Historie vydávání

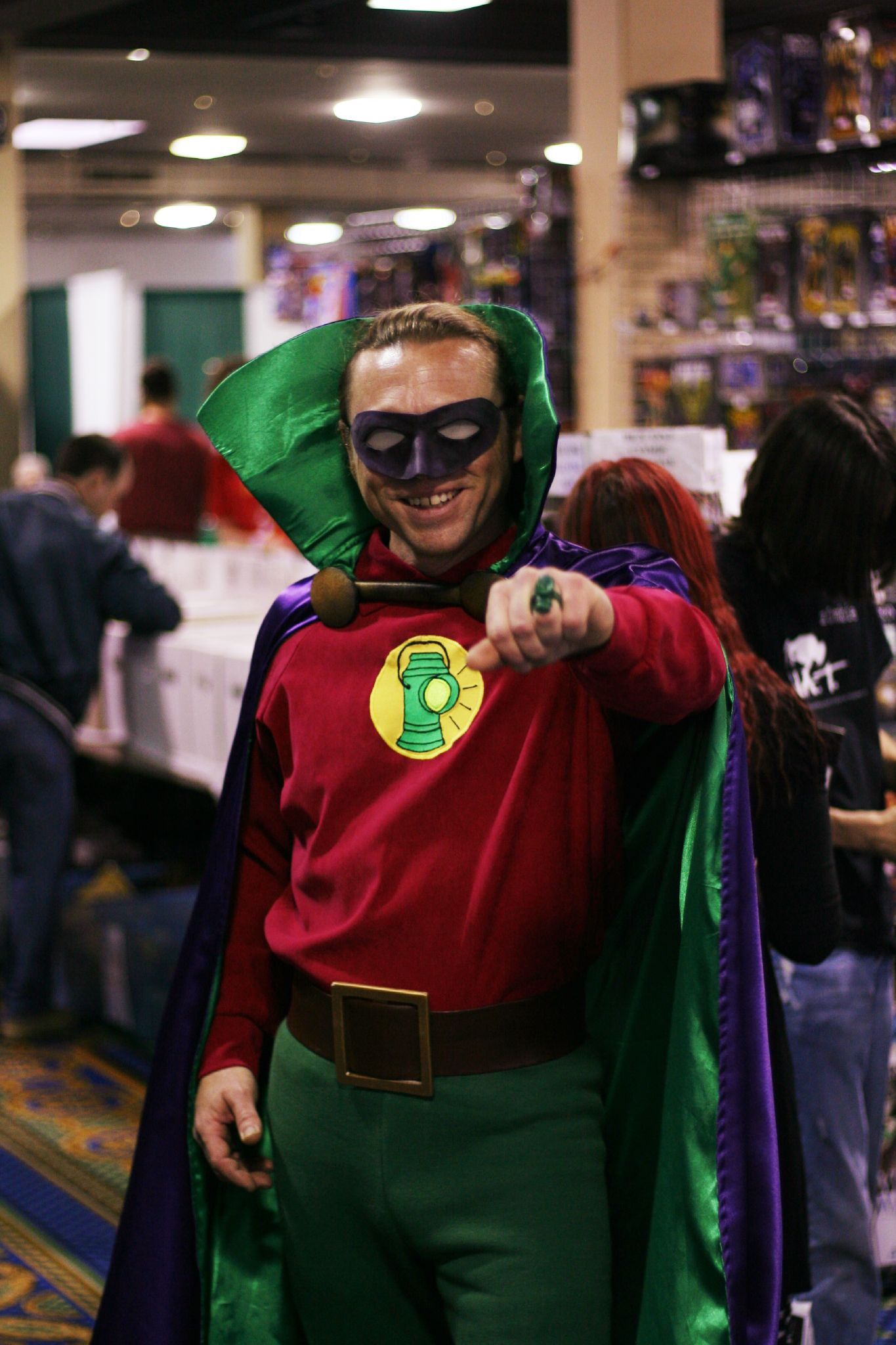
Cosplay původního Green Lanterna (Alan Scott).

Poprvé se Green Lantern objevil v komiksovém sešitu All-American Comics #16 v červenci 1940, který vydávala společnost All-American Publications (později DC Comics). Postavu vymyslel Martin Nodell (pod pseudonymem Mart Dellon). Původním Lanternem byl Alan Scott, který získal magický prsten, který se musel každých 24 hodin dobíjet v energetické lucerně vyzařující zelenou záři. Během 40. let 20. století se postava stala velmi populární. Příběhy vycházely v komiksu All-American i ve vlastní sérii. Mimo nich byl Green Lantern začleněn do příběhů Comic Cavalcade a Justice Society of America (v All Star Comics).
Po druhé světové válce se prodej komiksů znatelně propadl a vydávání vlastní série Green Lanterna bylo zastaveno v červnu 1949 (Green Lantern #38). Po dvou letech bylo zastaveno i vydávání All Star Comics, a to číslem 57.
Během oživení zájmu o komiksy v tzv. stříbrné éře komiksu se Green Lantern vrátil v září 1959 v sešitu Showcase #22. Tímto Green Lanternem však již byl Hal Jordan, testovací armádní pilot, který získal prsten od mimozemšťana Abin Sura, který byl členem Green Lantern Corps. V této éře se také zrodila bezmoc Lanternů vůči čemukoliv ze žluté barvy. Také byl rozpracován příběh Guardians of the Universe, kteří sídlí na planetě Oa.
Číslem 76 (rok 1970) byl najat nový tvůrčí tým, který tvořili Denny O'Neil a Neal Adams, kteří dostali za úkol přetvořit příběh Green Lanterna tak, aby byl více sociálně relevantní. Green Lantern se stal silným obhájcem zákona. Jejich práce byla vydávána jako Green Lantern Co-Starring Green Arrow (představující novou postavu Green Arrow), avšak po čtrnácti číslech byla zrušena poté, co komerčně neuspěla.
Série se často potýkala se zrušeným vydáváním a novými pokusy o oživení. Jedním z nich byl i pokus, kdy se z Hala Jordana stal zločinec Parallax a identitu Green Lanterna převzal Kyle Rayner.
Po roce 2000 ve vlně DC: The New Frontier nový scenárista Geoff Johns vrátil identitu Green Lanterna Halu Jordanovi (Green Lantern: Rebirth (2004-05)). Jeho příběhy pak dále rozpracoval v crossoverech Sinestro Corps War (2007) a Blackest Night (2010).
V rámci New 52 byly vydávány příběhy čtyř Green Lanternů: Green Lantern vol. 5 (Hal Jordan) - (hlavní série od roku 2011 - tvůrci: Geoff Johns, Doug Mahnke a Christian Alamy), Green Lantern Corps (Guy Gardner a John Stewart) a Green Lantern: New Guardians (Kyle Rayner).
Po restartu univerza DC Rebirth v roce 2016 byly vydávány série Green Lanterns (scénář Sam Humphries) – Green Lanterni Simon Baz a Jessica Cruz, a Hal Jordan & The Green Lantern Corps (scénář Rob Venditti) – Green Lanterni Hal Jordan, John Stewart, Guy Gardner a Kyle Rayner.

## Fiktivní biografie postavy

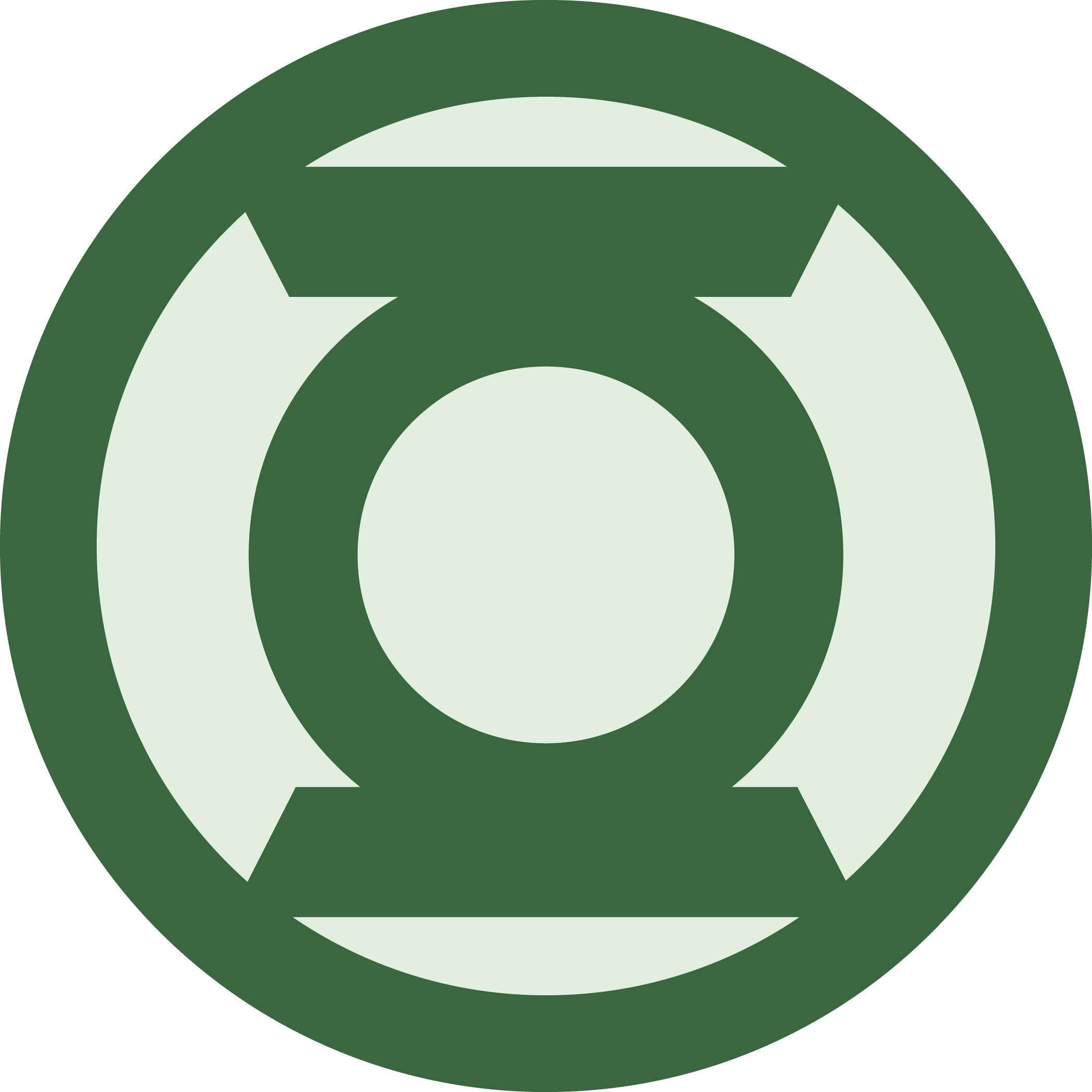
znak Green lanternů

### Alan Scott
Alan Scott byl inženýr, který jako jediný přežil železniční nehodu. Moc Green Lanterna obdržel od mystické síly, která se na Zemi dostala s pádem zeleně zářícího meteoritu před tisíci lety. Tento meteorit byl v minulosti zapracován do lucerny, kterou vytvořil Luke Fairclough, který byl poté zavražděn. Alan Scott po setkání se sílou Green Lanternů obdržel magický prsten a zmíněnou lucernu, která dobíjí energii prstenu. Stal se z něj superhrdina bojující proti zločinu, také byl zakladatelem Justice Society of America.

### Hal Jordan
Harold "Hal" Jordan byl armádním testovacím pilotem, stejně jako jeho otec. Prsten a lucernu obdržel od umírajícího mimozemšťana jménem Abin Sur, který havaroval na Zemi. Prsten si vybral Jordana jako upřímného a nebojácného pozemšťana schopného přijmout členství v Green Lantern Corps. Později bylo uveřejněno, že prsten nalezl dvě shody, druhou byl Guy Gardner, který však žil ve větší vzdálenosti od místa nehody Abin Sura. Gardner se poté stal zálohou a pomocníkem Jordana. Když upadl do kómatu, bylo zveřejněno, že existuje další shoda v Johnu Stewartovi, který byl brán jako záložní Green Lantern. Hal Jordan byl zakládajícím členem Justice League of America. Také jako člen Green Lantern Corps začal nosit tradiční zeleno černý kostým (uniformu GLC).
V 90. letech Jordan, poté co bylo jeho rodné město zničeno, zešílel a zničil Green Lantern Corps. V této době vystupoval jako nepřítel Parallax. Avšak poté, co se Sun-Eater pokusil zničit Slunce, se Jordan obětoval, aby ho porazil. Po smrti se vrátil jako duch pomsty Spectre.
V sérii Green Lantern: Rebirth bylo zveřejněno, že byl Jordan pod vlivem parazitické entity zvané Parallax. Tato entita byla ničivým požíračem strachu, který byl kdysi uvězněn Strážci do centrální baterie. Zrádce Lantern Corps Thaal Sinestro ho osvobodil a umožnil mu spojení s Halem Jordanem.
Hala Jordana jako Green Lanterna ztvárnil Ryan Reynolds ve stejnojmenném filmu z roku 2011.

### Guy Gardner
Guy Gardner byl do komiksu začleněn v 60. letech 20. století, kdy se objevil jako alternativní adept na Green Lanterna. Od té doby sloužil jako záložní Lantern k Halu Jordanovi. Brzy poté došlo k výbuchu centrální baterie a Gardner upadl do kómatu. Během příběhů Crisis on Infinite Earths z 80. let 20. století se probral, ale byl velmi emocionálně nestabilní. Později také nosil Sinestrův žlutý prsten moci a stal se členem Green Lantern Honor Guard, kdy cvičil nové Green Lanterny. Gardner slouží jako Green Lantern 2814.2.

### John Stewart
John Stewart se v komiksu poprvé objevil v 70. letech 20. století, jako třetí alternativa na nositele Abin Surova prstenu. Byl architektem z Detroitu. Poté, co Gardner upadl do kómatu, byl vybrán za záložního Lanterna pro Hala Jordana. Poté, co se Jordan zbláznil se stal regulérním Green Lanternem. Také se jako první pozemský Green Lantern stal členem Guardian of the Universe. Když Jordan (jako Parallex) zničil Green Lantern Corps, Stewart vedl jednotku Darkstars. Stewart slouží jako Green Lantern 2814.3.

### Kyle Rayner
Rayner byl umělcem na volné noze, když ho oslovil Ganthet (z Guardian of the Universe), aby se stal novým Green Lanternem. Pomáhal znovu utvářet Green Lantern Corps a opravit zničenou centrální baterii. Poté se stal členem Green Lantern Corps Honor Guard a spolupracuje s Guyem Gardnerem. Rayner slouží jako Green Lantern 2814.4. V roce 2010 se v Green Lantern Corps #42 obětoval během útoku Black Lantern Corps na planetu Oa. Brzy poté byl oživen silou Star Sapphire.

### Simon Baz
Baz je Američan s libanonskými kořeny, který se narodil v Detroitu. Byl zadržen policií za loupež vozu, ve kterém navíc převážel bombu. Po dopadení je vybrán prstenem Sinestra za nového Green Lanterna a člena Green Lantern Corps. Není členem Justice League of America, kteří ho považují za podvodníka. Je důležitou postavou příběhů Rise of the Third Army.

### Jessica Cruz
Jessica Cruz je latinoameričanka, která původně získala prsten moci od organizace Crime Syndicate. Brzy poté se stala první ženou v uniformě jednotek Green Lantern, která chránila Zemi. Poprvé se objevila v komiksu Green Lantern Vol 5 #20 (červenec 2013). Po restartu DC univerza známého jako DC Rebirth (2016) se stala stálou členkou Green Lanternů a spolu se Simonem Bazem chrání Zemi.

### Sojourner "Jo" Mullein
Sojourner "Jo" Mullein je Afroameričanka, která byla poprvé představena v lednu 2020 v titulu Far Sector #1 vydávaném na imprintu DC's Young Animal, jehož kurátorem je Gerard Way. Později se objevila také v týmovce Future State: Justice League. Vyrůstala v New Yorku, kde se po otřesu z 11. září přihlásila nejdříve do armády a poté do policejního sboru. U policie se ovšem stala svědkem korupce, kterou nahlásila. Deziluzi v ní posílilo také hnutí Black Lives Matter. Brzy poté dostala šanci prokázat, že chce změnit věci k lepšímu, a stala se členkou Green Lantern Corps v předalekém sektoru vesmíru.

## Přísaha Green Lanternů

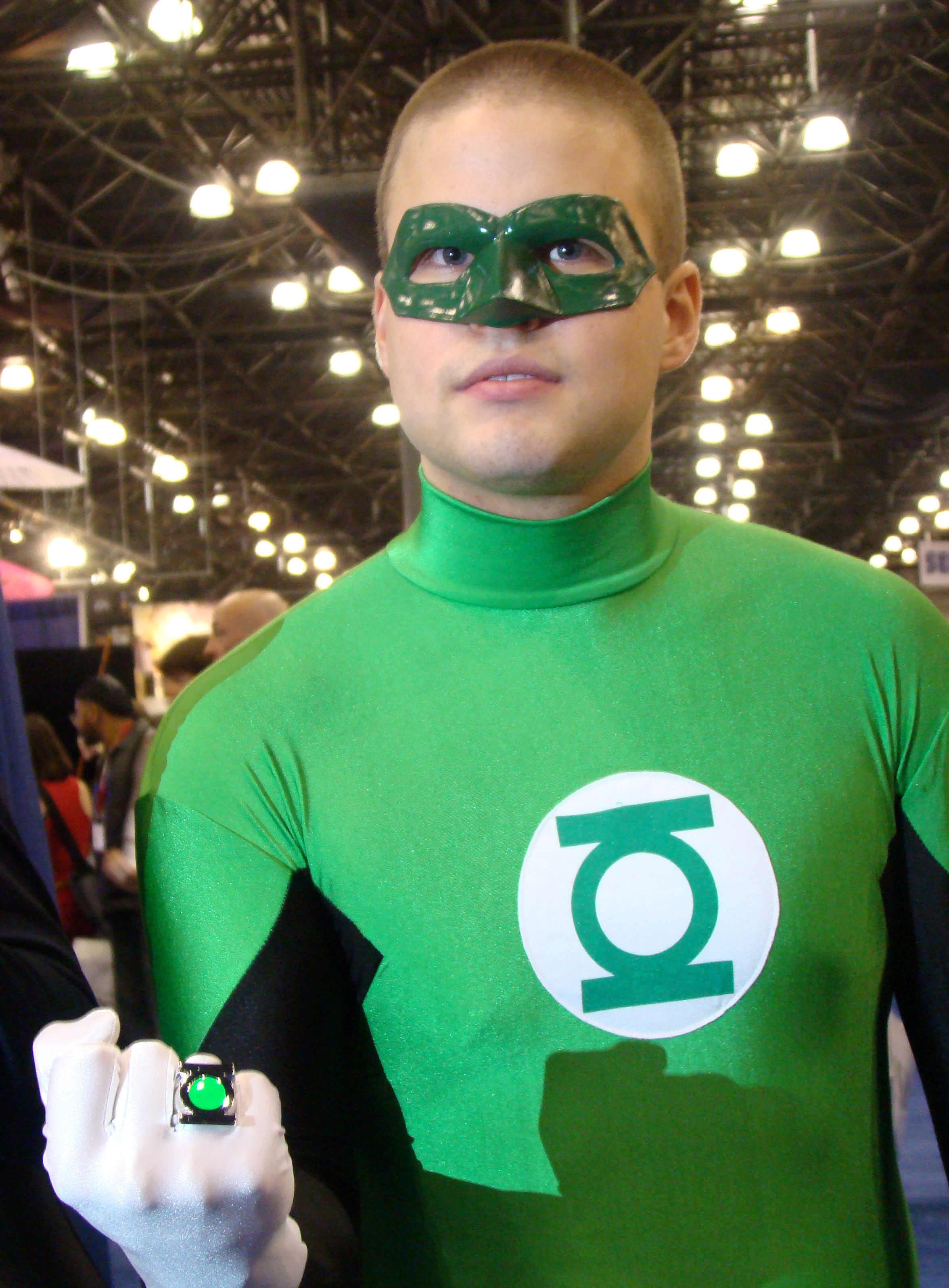
Cosplay Green Lanterna v uniformě GLC.

Přísaha v původním znění z počátku 40. let 20. století:
...and I shall shed my light over dark evil.
For the dark things cannot stand the light,
The light of the Green Lantern!
Formulka známá jak z komiksu, tak i z filmu v originálním znění:
In brightest day, in blackest night,
No evil shall escape my sight
Let those who worship evil's might,
Beware my power... Green Lantern's light!

## Česká vydání
V České republice vydává komiksové knihy Green Lantern nakladatelství BB/art.
- 2011 - Green Lantern – Tajemství původu, (autoři: Geoff Johns a Ivan Reis: Green Lantern (vol. 4) #29–35, 2008)
- 2012 - Green Lantern – Žádný strach, (autoři: Geoff Johns a Carlos Pacheco: Green Lantern (vol. 4) #1–6 a Green Lantern Secret Files and Origins #1, 2005-06)
- 2013 - Green Lantern – Pomsta Green Lanternů, (autoři: Geoff Johns a Carlos Pacheco: Green Lantern (vol. 4) #7–13, 2006)
- 2017 – DC komiksový komplet #003 – Green Lantern – Tajemství původu, (autoři: Geoff Johns a Ivan Reis: Green Lantern (vol. 4) #29–35, 2008. + Showcase (vol. 1) #22, 1959)
- 2019 – DC komiksový komplet #058 – Green Lantern / Green Arrow: Krušné cesty hrdinství, (autoři: Dennis O'Neil a Neal Adams: Green Lantern (Vol. 2) #76–81, 1970) + Bill Finger a Martin Nodell: All American Comics #16, 1940.
- 2019 – DC komiksový komplet #063 – Green Lantern: Hledaný: Hal Jordan, (autoři: Geoff Johns, Ivan Reis a Daniel Acuña: Green Lantern (vol. 4) #14–20, 2006–07) + John Broome a Gil Kane: Green Lantern (vol. 2) #16, 1962.
- 2020 – DC komiksový komplet #079 – Green Lantern: Pomsta Green Lanternů, (autoři: Geoff Johns a Carlos Pacheco: Green Lantern (vol. 4) #7–13, 2006) + Len Wein a Jim Starlin: DC Comics Presents (vol. 1) #27, 1980.

## Film a seriál

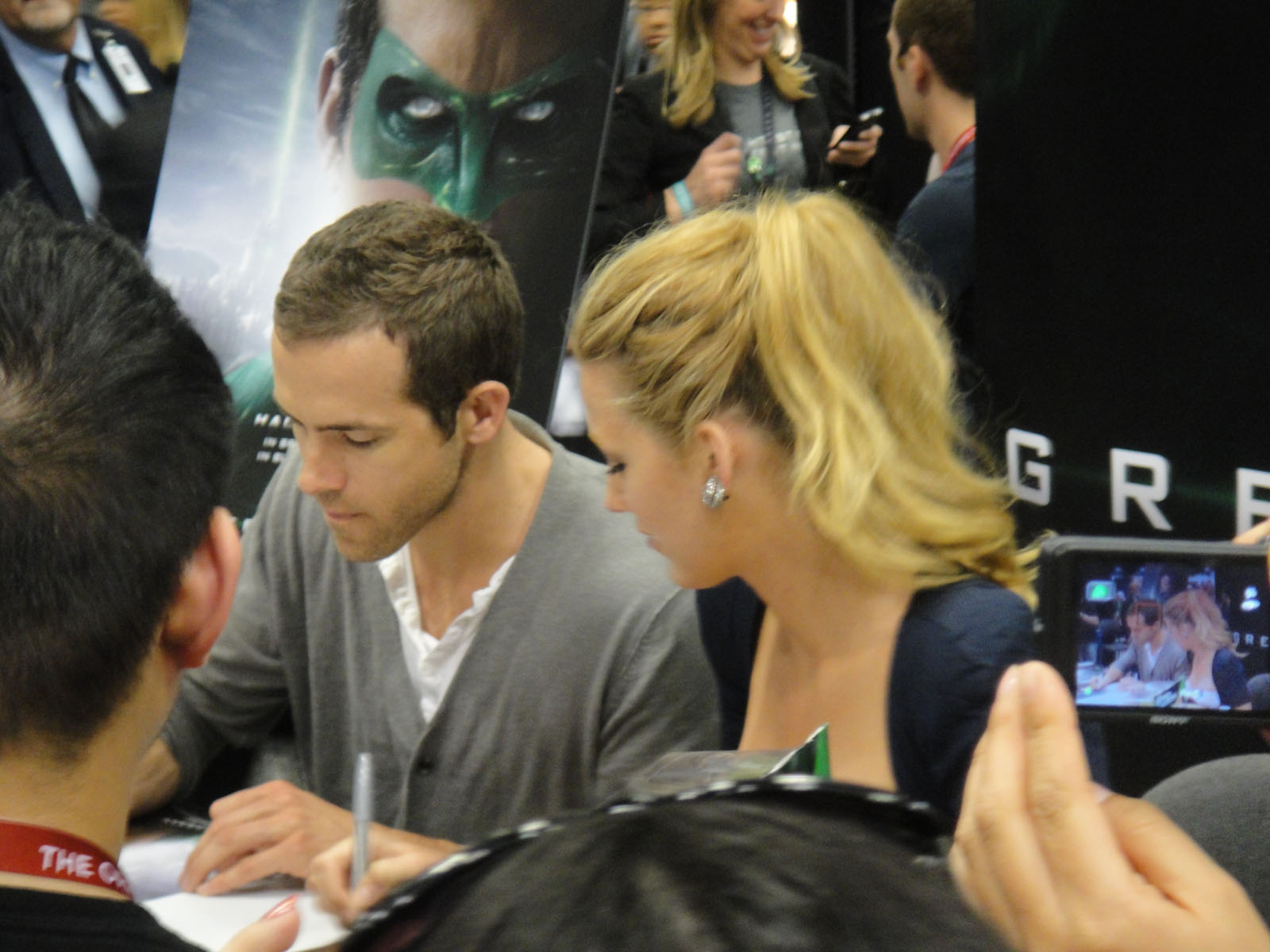
Herec Ryan Reynolds na premiéře filmu Green Lantern (2011).

### Film

#### Hraný
- 2011 - Green Lantern - americký hraný film. Režie Martin Campbell, v hlavní roli Ryan Reynolds.

#### Animované
- 2009 - Green Lantern: First Flight / (První let)
- 2011 - Green Lantern: Emerald Knights
- 2022 - Green Lantern: Beware My Power

### Seriál
- 2011-12 - Green Lantern: The Animated Series - americký animovaný seriál o 26 epizodách.